# Lázaro Cárdenas, Ixtapangajoya
Lázaro Cárdenas är en ort i Mexiko.   Den ligger i kommunen Ixtapangajoya och delstaten Chiapas, i den sydöstra delen av landet, 700 km öster om huvudstaden Mexico City. Lázaro Cárdenas ligger 610 meter över havet och antalet invånare är 703.
Terrängen runt Lázaro Cárdenas är kuperad åt nordost, men åt sydväst är den bergig. Runt Lázaro Cárdenas är det ganska tätbefolkat, med 75 invånare per kvadratkilometer. Närmaste större samhälle är Teapa, 18,7 km norr om Lázaro Cárdenas. Omgivningarna runt Lázaro Cárdenas är en mosaik av jordbruksmark och naturlig växtlighet.